# Parabezzia cayoensis
Parabezzia cayoensis är en tvåvingeart som beskrevs av Gustavo R. Spinelli och Eileen D. Grogan 1987. Parabezzia cayoensis ingår i släktet Parabezzia och familjen svidknott.
Artens utbredningsområde är Belize. Inga underarter finns listade i Catalogue of Life.